# Ордовка (Смоленская область)
Ордовка — деревня в Руднянском районе Смоленской области России. Входит в состав Смолиговского сельского поселения. Население — 41 житель (2007 год). 
Расположена в западной части области в 22 км к юго-востоку от Рудни, в 5 км севернее автодороги М1 «Беларусь», на берегу реки Березина. В 7 км юго-восточнее деревни расположена железнодорожная станция Гусино на линии Москва — Минск. 
14 октября 1921 года в д. Ордовка родился Герой Советского Союза Щербаков Василий Самуилович (1921 - 2004). 

## История
В годы Великой Отечественной войны деревня была оккупирована гитлеровскими войсками в июле 1941 года, освобождена в октябре 1943 года.